# Colinauropus regis
Colinauropus regis är en mångfotingart som beskrevs av Paul Auguste Remy 1956. Colinauropus regis ingår i släktet Colinauropus och familjen fåfotingar. Inga underarter finns listade i Catalogue of Life.